# Педру Гонсалвіш
Педру Гонсалвіш (порт. Pedro Gonçalves, нар. 28 червня 1998, Шавеш), також відомий, як Поте — португальський футболіст, півзахисник клубу «Спортінг».
Виступав, зокрема, за клуб «Фамалікан», а також молодіжну збірну Португалії.
Чемпіон Португалії. 

## Клубна кар'єра
Народився 28 червня 1998 року в місті Шавеш. Вихованець юнацьких команд футбольних клубів «Відаго», «Шавеш», «Брага», «Валенсія» і «Вулвергемптон Вондерерз». З останнім клубом у липні 2017 підписав свій перший професійний 2-річний контракт. 28 серпня 2018 року в матчі Кубка англійської ліги проти «Шеффілд Венсдей» (перемога 0:2) Педру дебютував за основний склад «вовків».
2 липня 2019 повернувся в Португалію, підписавши 5-річний контракт з клубом «Фамалікан». 10 серпня в матчі проти «Санта-Клари» Гонсалвіш дебютував у Прімейра-лізі. 14 вересня в поєдинку проти «Пасуш де Феррейра» Педру забив свій перший гол за «Фамалікан». У клубі провів один сезон, взявши участь у 33 матчах чемпіонату. Більшість часу, проведеного у складі «Фамалікана», був основним гравцем команди.
До складу клубу «Спортінг» приєднався в серпні 2020 року, підписавши з клубом 5-річний контракт. 4 жовтня в матчі проти «Портімоненсе» Поте дебютував за новий клуб. 24 жовтня в поєдинку проти «Санта-Клари» Педру зробив «дубль», забивши свої перші голи за «Спортінг». Станом на 12 травня 2021 року відіграв за лісабонський клуб 32 матчі в національному чемпіонаті.

## Виступи за збірні
2016 року дебютував у складі юнацької збірної Португалії (U-18), загалом на юнацькому рівні взяв участь у 4 іграх.
З 2020 по 2021 рік залучався до складу молодіжної збірної Португалії. На молодіжному рівні зіграв у 8 офіційних матчах, забив 2 голи. 
У травні 2021 року Гонсалвіш був включений до заявки національної збірної Португалії на чемпіонат Європи 2020 року.

## Титули і досягнення

### Командні
- Чемпіон Португалії (3):

«Спортінг»: 2020-21, 2023-24, 2024-25
- Володар Суперкубка Португалії (1):

«Спортінг»: 2021
- Володар Кубка португальської ліги (2):

«Спортінг»:  2020-21, 2021-22
- Володар Кубка Португалії (1):

«Спортінг»: 2024-25

### Особисті
- Найкращий бомбардир чемпіонату Португалії:

2021 — 23 голи

### Португалія
- Переможець Ліги націй УЄФА: 2024-25